# Старт (футбольный клуб, Черноморск)
«Старт» — украинский профессиональный футбольный клуб из города Черноморск Одесской области. Участвует в Высшей лиге пляжного футбола.
Матчи проводит на спортивной арене «Старт», рассчитанной на 1000 мест.
Цвета формы: красно-белые.

## История
Впервые команда «Старт» принимала участие в официальных соревнованиях в 2003 году. Основателями клуба стали футболисты-энтузиасты Егор Кобелецкий (Президент клуба, 2003—2010 гг.) и Андрей Мельник (капитан команды, 2003—2009 гг.). В то время она представляла собой любительский коллектив, составленный в основном из работников одноименного кафе и участвующий в городских и районных турнирах по мини-футболу.
В 2005 году команда приняла участие в первых соревнованиях по пляжному футболу в г. Черноморске. С тех пор команда акцентирует своё внимание на пляжном футболе, но при этом не забывает и о мини-футболе.
Официально футбольный клуб зарегистрирован в 2007 году. На сегодняшний день это полупрофессиональный клуб, участвующий в Чемпионатах Украины по мини-футболу и пляжному футболу и объединяющий около 60 человек, в число которых входят спортсмены и руководящий состав. Клуб включает в себя взрослую команду, три детских секции, тренерский состав, доктора, начальника команды, а также имеет современную инфраструктуру: офис, транспорт, интернет-сайт, прекрасную тренировочную базу по пляжному футболу.
Несмотря на столь короткий срок, «ФК Старт» уже заявил о себе как клуб, узнаваемый в футбольных кругах всей страны, ставящий перед собой высокие задачи и завоевывающий высокие места. Особо хотелось бы отметить сезон 2008 года, в котором команда стала Чемпионом Украины среди команд 1-й лиги по мини-футболу, а также достойно выступила в Чемпионате Украины среди команд высшей лиги по пляжному футболу. Команда заняла 5-е место из 16 команд, продемонстрировав зрелищный содержательный футбол, обыграв при этом будущих чемпионов (в составе которых играли бразильцы — действующие чемпионы мира), и остановилась в шаге от призовых мест по нелепой случайности.

## Достижения
Чемпион Украины по мини-футболу. 1-я лига 2007/2008.
Призёр Чемпионата Одесской области по пляжному футболу 2009, 2010
Участник финальных турниров Чемпионата Украины по пляжному футболу 2007—2010 гг.
Финалист Суперкубка Украины по пляжному футболу 2010.

## ФК «Старт» в Чемпионате Украины по футзалу2007/2008
Особо хотелось бы отметить сезон 2008 года, в котором команда стала Чемпионом Украины среди команд 1-й лиги по мини-футболу

## Игроки ФК «Старт» на крупных международных турнирах
| Турнир                | Участники   |
| --------------------- | ----------- |
| Чемпионат Европы 2010 | Роман Пачев |

## Известные игроки
- Роман Пачев